# Wilson Rabahy
Wilson Abrahão Rabahy é um economista do Brasil, doutor em Ciência da Comunicação pela Escola de Comunicações e Artes da Universidade de São Paulo, da qual foi professor titular até se aposentar. Escreveu alguns livros utilizados como referência na área do Turismo.

## Biografia
Paulistano, graduou-se em Economia pela PUC-SP em 1964. Começou sua carreira em 1967 como professor de estatística econômica e geral. Trabalhou em diversas instituições, como PUC de Campinas, Universidade Anhembi Morumbi, FMU, Prefeitura de São Paulo e Tribunal de Contas do Estado de São Paulo. Trabalhou na Embratur entre 1975 e 1985, coordenando pesquisas sobre Turismo.
Fez mestrado e doutorado na Escola de Comunicações e Artes da Universidade de São Paulo (ECA-USP), onde passou a lecionar em 1970. Foi membro da Congregação, Chefe de Departamento e Presidente da Comissão de Pós-Graduação.
Foi professor da disciplina Teorometria na ECA-USP, relacionado à aplicação da estatística aos estudos do Turismo.
Dedicado ao magistério sempre no campo do turismo, suas relações com a economia e a estatística, aposentou-se em 1994, mas leciona e mantém vinculo acadêmico com a universidade.
É pesquisador senior da FIPE/USP e presta serviços ao Sindetur- SP.

## Obras
- Planejamento do Turismo - Estudos Econômicos e Fundamentos Econométricos Edições Loyola, São Paulo;
- Turismo e Desenvolvimento - Estudos Econômicos e Estatísticos no Planejamento Editora Manole, São Paulo;
- Estatística Aplicada às Ciências Humanas e ao Turismo, com José Tiacci KIRSTEN, Livraria Saraiva, São Paulo, 2006. ISBN 85-02-06064-3
- Análise e perspectivas do turismo no Brasil  - Revista Brasileira de Pesquisa em Turismo (RBTUR),edição v. 14 n. 1, 15 de dezembro de 2019.ISSN 1982-6125